# Ángel Moya Acosta
Ángel Juan Moya Acosta, (La Habana, 20 de septiembre de 1964) es un disidente cubano fundador del Movimiento Opción Alternativa en 1996, y creador en 2001 y Presidente del Movimiento por la Democracia y la Libertad de Cuba. En el año 2002 se le concedió el Premio Libertad Pedro Luis Boitel, que fue creado por el físico e intelectual rumano Gabriel Andreescu en 2001 con el respaldo de ocho organizaciones de derechos humanos de Rumanía, Serbia, Eslovaquia, Hungría, Polonia y la República Checa, entre ellas el Instituto para la Democracia en Europa del Este y a los que se unieron desde el 2003 organizaciones de América Latina, con el propósito de reconocer a líderes de la oposición interna cubana.
Desde febrero de 2013 fue miembro del Consejo Coordinador de la Unión Patriótica de Cuba (UNPACU). Aunque renunció a continuar siendo el Coordinador y Organizador de esta entidad, en el mes de diciembre del 2014, debido a que no estuvo de acuerdo con los pronunciamientos de algunos de los máximos dirigentes de la UNPACU, tras el restablecimiento de relaciones diplomáticas y comienzo de negociaciones entre los gobiernos de Estados Unidos de América y Cuba, dadas a conocer el 17 de diciembre de 2014. Está casado con la líder del movimiento Damas de Blanco, Berta Soler.

## Historia
Ángel Moya Acosta nació en La Habana, Cuba en 1964. A finales de la década de los 80, fue enviado a luchar en Angola en las misiones internacionalistas del gobierno cubano, y fue entonces, según declaraciones de su propia mujer, Berta Soler Fernández, cuando terminó de fraguarse su descontento con las acciones del gobierno liderado por los hermanos Castro.

### Prisionero de Conciencia - Primeras detenciones
Amnistía Internacional lo declara, tras varias detenciones, prisionero de conciencia en 1999, y describe así su historial en el documento AMR 25/002/2000 de 31 de enero de 2000:
«Angel Moya Acosta y los hermanos Guido y Ariel Sigler Amaya, todos ellos miembros del Movimiento Opción Alternativa, no autorizado, fueron detenidos el 15 de diciembre de 1999 tras participar el día 10 de ese mismo mes en una manifestación pacífica en la localidad de Pedro Betancourt, provincia de Matanzas, para conmemorar el quincuagésimo primer aniversario de la Declaración Universal de Derechos Humanos. Se cree que los cargos que se han formulado en su contra son "resistencia", "desórdenes públicos" e "instigación a delinquir". Ángel Moya había estado ya temporalmente detenido en noviembre de 1999, tras participar en un acto de oración en favor del doctor Óscar Biscet. Estuvo también detenido en torno a las fechas en que se celebró un importante juicio en marzo de 1999, y en diciembre de 1997, antes de participar en un acto público conmemorativo.»
Aunque se presentaron cargos formales en su contra, nunca llegó a celebrarse ningún juicio ni se dictó ninguna sentencia. Fue puesto en libertad en agosto de 2000. Sin embargo, en diciembre de ese mismo año volvió a ser detenido de nuevo en el transcurso de unas jornadas de conmemoración de la Declaración Universal de los Derechos Humanos. El 16 de enero de 2001, este nuevo episodio de detenciones dio lugar a un informe de Amnistía Internacional, el informe AMR 25/01/01/s, que describió los hechos como sigue:
«Los actos de hostigamiento se intensificaron en diciembre, con ocasión del aniversario de la Declaración Universal de Derechos Humanos, durante cuya celebración se detuvo y posteriormente se condenó a una pena de un año de reclusión a Ángel Moya Acosta y Julia Cecilia Delgado por "desacato". Amnistía Internacional pide su liberación inmediata e incondicional por tratarse de "presos de conciencia".»
También la organización Human Rights Watch se hace eco del caso de Ángel Moya Acosta y se solidariza con su causa en estas fechas y le menciona como prisionero de conciencia y activista de derechos humanos.

### La Primavera Negra
Durante la Primavera Negra de Cuba, en 2003, volvió a ser arrestado, formando parte del Grupo de los 75, y de nuevo siendo incluido en los llamamientos internacionales como prisionero de conciencia al ser condenado a 20 años de cárcel. Tan sólo entre 2004 y 2007, la Comisión de Derechos Humanos presentó su nombre en, al menos, 5 de sus reportes de la situación de derechos humanos en Cuba como ejemplo de prisionero de conciencia, y abogando por su liberación, en los documentos E/CN.4/2004/32/CORR.1, E/CN.4/2005/33, E/CN.4/2006/33, E/CN.4/2004/32 y A/HRC/4/12.

### Su estancia en prisión
Entre el 15 y el 25 de agosto de 2003 participó en la huelga de hambre de Mario Enrique Mayo en demanda de una alimentación y de una asistencia médica de mejor calidad para los reclusos de la prisión de Holguín. La protesta terminó cuando las autoridades aceptaron facilitar a Mario Enrique Mayo una dieta adecuada.
En su estancia en prisión, Ángel Moya Acosta ha participado en numerosas huelgas de hambre, entre otras la protagonizada el 18 de octubre de 2003 y que le ocasionó graves problemas físicos y su traslado a la prisión de Bayamo. Amnistía Internacional describió los hechos documentados de la siguiente manera: «Según los informes recibidos, el 18 de octubre de 2003, Ángel Moya se unió a una huelga de hambre iniciada por otros seis presos para protestar contra la reclusión en una celda de castigo, el 17 de octubre, de otro recluso, Iván Hernández Carrillo, por criticar en voz alta al gobierno, según informes, y acusar a las autoridades penitenciarias de negarle asistencia médica. Los informes indican también que Ángel Moya fue trasladado a una celda de castigo ese mismo día. Según los informes recibidos, por lo general, las condiciones en este tipo de celdas distan mucho de cumplir las normas internacionales. El 6 de noviembre, cinco familiares de los huelguistas, todos ellos mujeres, se desplazaron a la prisión de Holguín para interesarse por la salud de sus parientes. Según informes, no les permitieron hablar personalmente con ninguno de ellos, pero funcionarios de la prisión les dijeron que habían puesto fin a la huelga de hambre ese mismo día. Según los informes recibidos, los funcionarios les prometieron que se permitiría a los reclusos telefonear a sus casas el 10 de noviembre, pero no se recibió ninguna llamada. Debido a su participación en la huelga de hambre, Ángel Moya Acosta fue trasladado a una prisión de Bayamo, en la provincia de Granma. Ángel Moya sufre, al parecer, oclusión de los vasos sanguíneos del intestino.»
Durante su estancia en prisión, la líder de las Damas de Blanco, Berta Soler Fernández ha realizado numerosas demandas y movilizaciones en favor del trato a su marido. En el año 2004, cuando Ángel Moya sufría una hernia de disco, Berta Soler hizo un llamamiento y escribió una carta al Presidente Castro para que su marido, Ángel Moya Acosta, fuera trasladado a un hospital. Ella y otras Damas de Blanco se apostaron en la Plaza de la Revolución en demanda del traslado, manifestación que la policía reprimió. Sin embargo, tras dos días de protesta, Ángel Moya Acosta fue trasladado al Hospital de La Habana para realizarle una cirugía de urgencia. «Era mi derecho y mi deber como esposa», declaró Soler tras conseguir la sensibilización de las autoridades.

### Liberación tras 8 años como prisionero de conciencia
El 23 de marzo de 2011, los dos últimos presos del Grupo de los 75, Félix Navarro Rodríguez y Ángel Moya Acosta, fueron liberados por el gobierno cubano por las exigencias realizadas por Guillermo Farinas en una huelga de hambre para que el gobierno cubano liberara a los prisioneros políticos enfermos y tras la muerte, en huelga de hambre, de Orlando Zapata Tamayo. Ambos fueron liberados, casi un año más tarde que la mayoría de los presos del Grupo de los 75, por haberse negado, junto a otros 10 presos, a ser liberados aceptando forzosamente el destierro a España. Ángel Moya Acosta y otros 11 presos de la Primavera Negra de Cuba optaron por permanecer en Cuba y continuar su activismo tras el período de más de 8 años en prisión.

## Activismo posterior
Ángel Moya Acosta continuó su activismo tras su liberación. Fruto de ello, en 2012, sufrió numerosas detenciones, siendo liberado sin cargos. El 18 de marzo de 2012, ante la inminente visita del Papa Benedicto a Cuba, el gobierno cubano detuvo a decenas de disidentes, entre los que se encontraba Ángel Moya Acosta, quien permaneció en una celda de aislamiento más de 48 horas sin causa aparente, siendo liberado el martes 20 de marzo a las 10:45 de la noche.
El 6 de abril del mismo año 2012, volvió a ser detenido por las autoridades cubanas. Igualmente fue detenido varias veces a lo largo del año 2012, siendo liberado horas o días después, sin aparentes motivos tanto en las detenciones como en las liberaciones, y además amenazado si continuaba con su activismo. Ángel Moya Acosta y su mujer, Berta Soler Fernández, son una referencia para los medios internacionales por su activismo como fuente de información interna en Cuba. Han estado, estos últimos años, más activos que nunca. Recientemente, y con los medios que la tecnología les ofrece, habitualmente realizan vídeos desde la isla, que potencian su activismo.
En el 2013 se le negó, formalmente, el pasaporte de salida de la isla hasta 2023. El Observatorio Cubano de Derechos Humanos (OCDH) ha nominado a Ángel Moya Acosta para el Premio Front Line Defenders. Front Line fue fundada en Irlanda en el año 2001, con el objetivo de dar protección a los defensores de los Derechos Humanos que trabajan en situación de riesgo. La organización, cuya sede principal está en Dublín, cuenta con estatus consultivo especial ante el Consejo Económico y Social de la Organización de Naciones Unidas.
Fruto de ese activismo y notoriedad, en febrero de 2013, Ángel Moya Acosta fue nombrado Miembro del Consejo Coordinador de la Unión Patriótica de Cuba (UNPACU), organización que lidera al conjunto de la disidencia y con presencia ahora en toda Cuba gracias a la incorporación de la organización FANTU, de Guillermo Fariñas, Elizardo Sánchez Santacruz-Pacheco, 8 de los 12 presos del Grupo de los 75 que no se exiliaron en el extranjero y numerosas personalidades de la disidencia cubana. Aunque renunció al Consejo de Coordinadores de la UNPACU a finales del mes de diciembre de 2015.